# Max Bill

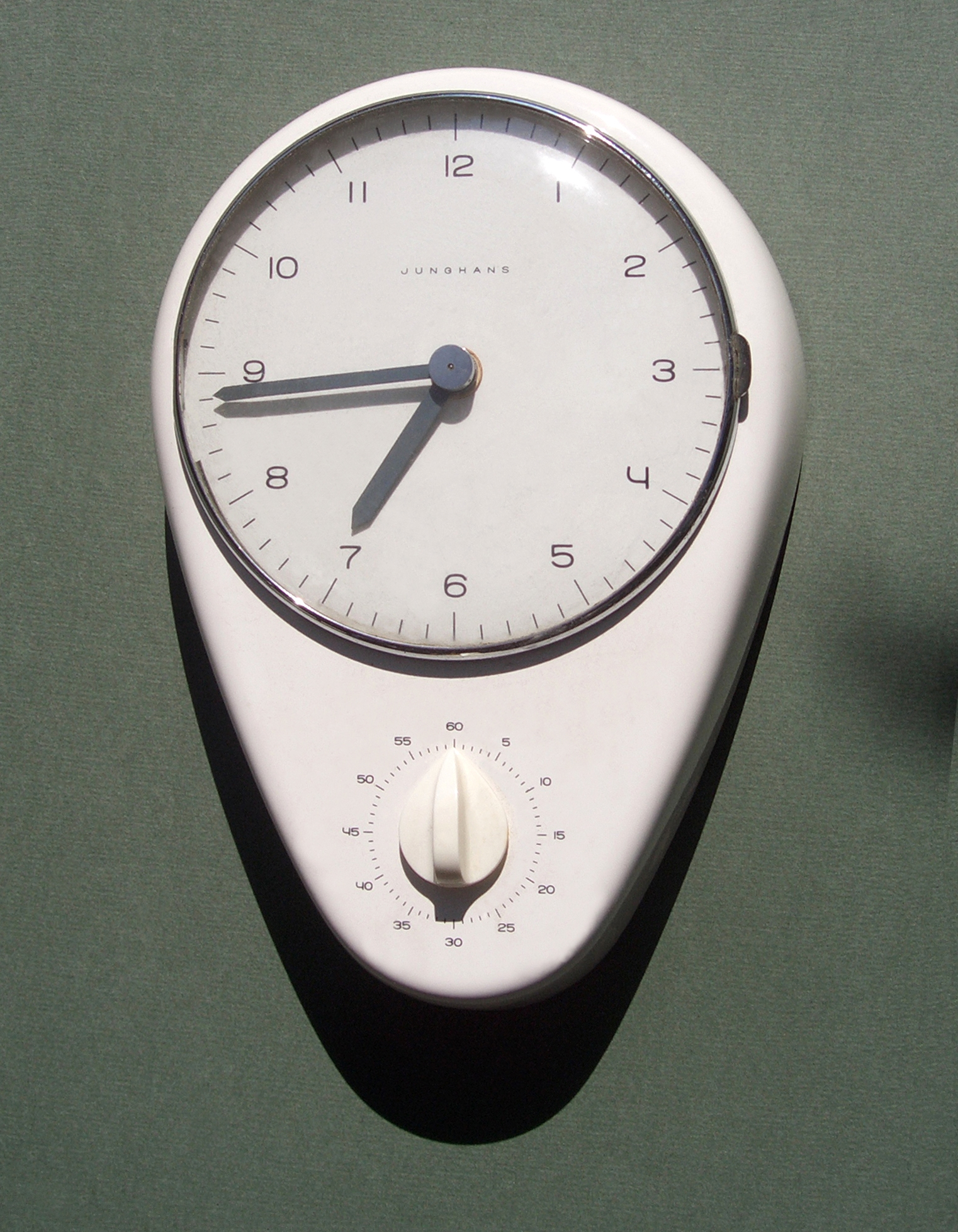
Rellotge de cuina dissenyat per Max Bill per Junghans.

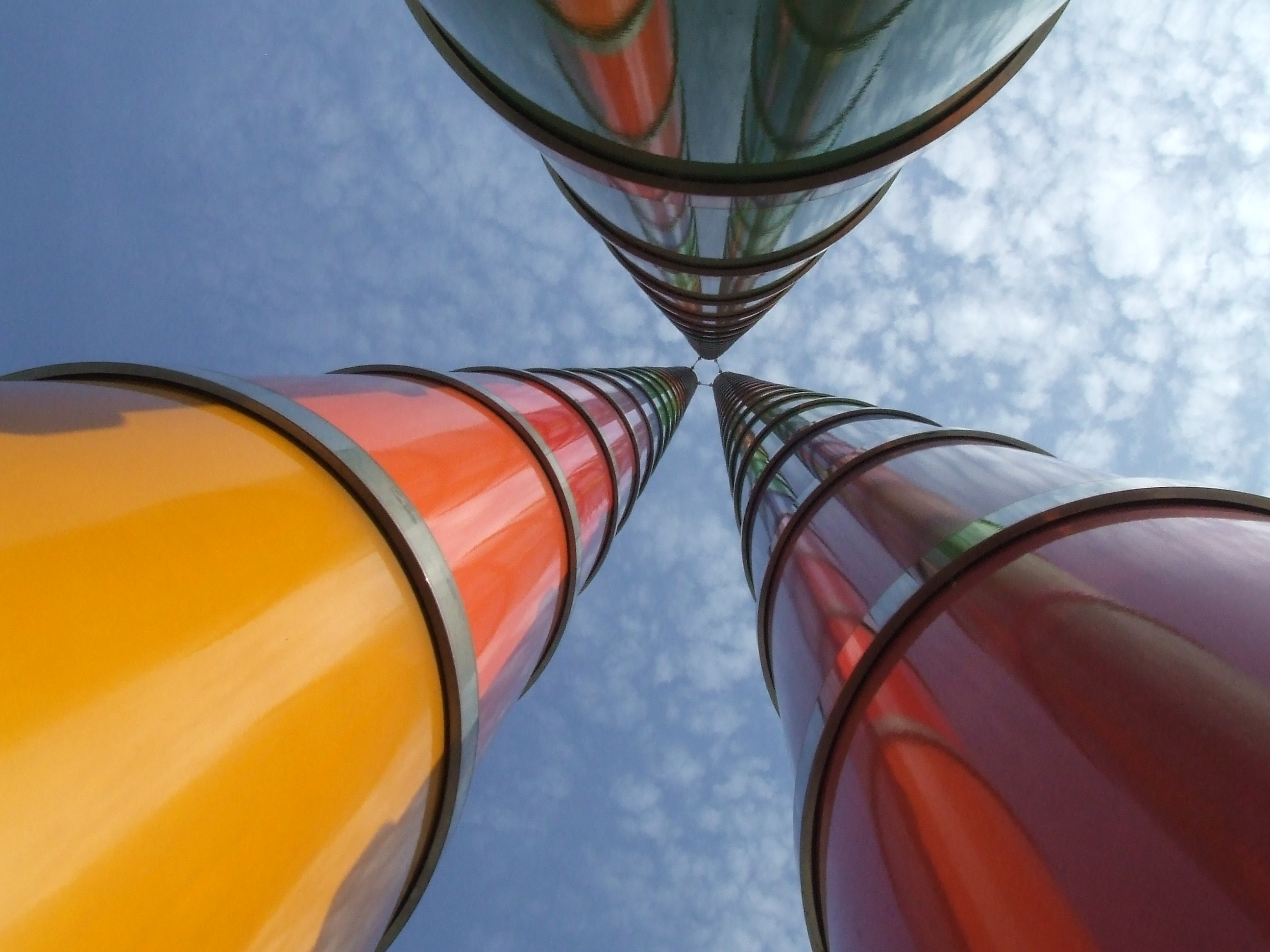
Escultura per al centre Mercedes-Benz de Stuttgart.

Max Bill (22 de desembre de 1908 a Winterthur - 9 de desembre de 1994 a Berlín) va ser un arquitecte, pintor, escultor, dissenyador gràfic, tipogràfic i industrial, publicista i educador suís. Va estudiar a la Kunstgewerbeschule de Zúric i a la Bauhaus de Dessau. Va ser el primer rector de l'escola HfG d'Ulm i va formar part del grup "abstraction-création" entre 1932 i 1937. Va organitzar l'exposició circulant "Die gute Form" (1949).
Va néixer a Winterthur (Suïssa). Entre 1924 i 1927 va estudiar orfebreria a la Kunstgewerbeschule de Zuric, on va ser influït pel dadaisme i el cubisme. De 1927 a 1929 va estudiar arts a la Bauhaus de Dessau, on es va aproximar al funcionalisme del disseny, amb professors com Vassili Kandinski, Paul Klee i Oskar Schlemmer.
Quan va acabar els seus estudis, va tornar a Zúric per dedicar-se a la pintura, l'arquitectura i el disseny gràfic. El 1930 crea el seu propi estudi d'arquitectura i ja com a membre de la Deutsche Werkbund realitza la finca de Nuebühl d'estil modern, a prop de Zuric. El 1931 va adoptar la teoria de l’"art concret" de Theo van Doesburg, segons la qual era possible arribar a la universalitat amb la claredat. El 1932 va treballar com a escultor i es va adherir a algunes organitzacions artístiques com l'Abstraction-Création, el grup d'artistes Allianz de Suïssa, el Congrés Internacional d'Arquitectura Moderna (CIAM) i la Union des Artistes Modernes (UAM), de París.
El 1944 Bill va iniciar una sèrie d'incursions en el disseny industrial, amb el disseny d'un rellotge d'alumini per Junghans, firma amb la qual va col·laborar durant diversos anys dissenyant rellotges de paret, de cuina i de polsera amb estil racionalista i d'estètica industrial. Un d'aquests rellotges de paret està exposat al Museu d'Art Modern de Nova York. Els rellotges de polsera Junghans "Max Bill" se segueixen produint. Va dissenyar un tamboret minimalista, Ulmer Hocker (1954), un dels seus dissenys més coneguts. També va organitzar l'exposició "Die gute industrieform", que pretenia fomentar l'alta qualitat dels objectes de disseny industrial.
El 1951 va fundar, al costat d'Inge Scholl i Otl Aicher, la Hochschule für Gestaltung a Ulm, Alemanya (HfG Ulm), una escola de disseny que continuava la tradició de la Bauhaus. En aquesta institució va ser rector i director dels departaments d'arquitectura i disseny de producció entre 1951 i 1956. Bill va defensar el funcionalisme i el formalisme geomètric de la Bauhaus, ja que creia que les formes basades en les lleis matemàtiques posseïen una puresa estètica, i per tant, universalitat.
Els seus projectes intentaven representar la complexitat matemàtica de la Nova Física de principis del segle xx. Va tractar de crear objectes per tal que aquesta nova ciència de la forma pogués ser entesa pels sentits. Un bon exemple d'això és la seva feina amb la banda de Moebius. Aquest enfocament després va ser continuat per Hans Gugelot en la mateixa HfG d'Ulm.
El 1957, i després d'abandonar la HfG d'Ulm, va fundar el seu propi estudi a Zuric i es va dedicar a l'escultura, la pintura i l'arquitectura. El 1964 va ser nomenat arquitecte en cap del pavelló d'Educació i creació a l'Exposició Nacional de Suïssa i membre honorari de l'American Institute of Architects.
Entre 1967 i 1971 es va convertir en membre del Consell Nacional de Suïssa, i després es va convertir en professor a la Staatliche Hochschule für Bildende Künste d'Hamburg i president de Disseny Ambiental, del 1967 al 1974. El 1973 es va convertir en membre associat de la Reial Acadèmia de Ciències, Literatura i Art de Flandes, en Brussel. El 1976 es va convertir en membre de l'Acadèmia d'Arts de Berlín.

## Distincions
- Premi honorífic, Triennale de Milà, 1936
- Premi Kandinsky, 1949.
- Primer premi internacional de la Biennal d'Art de São Paulo, Brasil, 1951.
- Gran Premi de la Triennale de Milà, 1951
- Premi a l'art de la ciutat de Zuric, 1968
- Doctor honoris causa de la Universitat de Stuttgart, 1979
- Gran Creu de Mèrit de la República Federal Alemanya, 1985
- Cavaller de l'Ordre de les Arts i Lletres, França, 1985
- Doctor honoris causa de l'Escola Politècnica Federal de Zuric, 1994